# ENO3
ENO3 (англ. Enolase 3) – білок, який кодується однойменним геном, розташованим у людей на короткому плечі 17-ї хромосоми. Довжина поліпептидного ланцюга білка становить 434 амінокислот, а молекулярна маса — 46 987.
| 10         |  | 20         |  | 30         |  | 40         |  | 50         |
| ---------- |  | ---------- |  | ---------- |  | ---------- |  | ---------- |
| MAMQKIFARE |  | ILDSRGNPTV |  | EVDLHTAKGR |  | FRAAVPSGAS |  | TGIYEALELR |
| DGDKGRYLGK |  | GVLKAVENIN |  | NTLGPALLQK |  | KLSVVDQEKV |  | DKFMIELDGT |
| ENKSKFGANA |  | ILGVSLAVCK |  | AGAAEKGVPL |  | YRHIADLAGN |  | PDLILPVPAF |
| NVINGGSHAG |  | NKLAMQEFMI |  | LPVGASSFKE |  | AMRIGAEVYH |  | HLKGVIKAKY |
| GKDATNVGDE |  | GGFAPNILEN |  | NEALELLKTA |  | IQAAGYPDKV |  | VIGMDVAASE |
| FYRNGKYDLD |  | FKSPDDPARH |  | ITGEKLGELY |  | KSFIKNYPVV |  | SIEDPFDQDD |
| WATWTSFLSG |  | VNIQIVGDDL |  | TVTNPKRIAQ |  | AVEKKACNCL |  | LLKVNQIGSV |
| TESIQACKLA |  | QSNGWGVMVS |  | HRSGETEDTF |  | IADLVVGLCT |  | GQIKTGAPCR |
| SERLAKYNQL |  | MRIEEALGDK |  | AIFAGRKFRN |  | PKAK       |  |            |

A: Аланін

C: Цистеїн

D: Аспарагінова кислота

E: Глутамінова кислота

F: Фенілаланін

G: Гліцин

H: Гістидин

I: Ізолейцин

K: Лізин

L: Лейцин

M: Метіонін

N: Аспарагін

P: Пролін

Q: Глутамін

R: Аргінін

S: Серин

T: Треонін

V: Валін

W: Триптофан

Кодований геном білок за функціями належить до ліаз, фосфопротеїнів. 
Задіяний у таких біологічних процесах, як гліколіз, ацетилювання, альтернативний сплайсинг. 
Білок має сайт для зв'язування з іонами металів, іоном магнію. 
Локалізований у цитоплазмі.